# Сажа

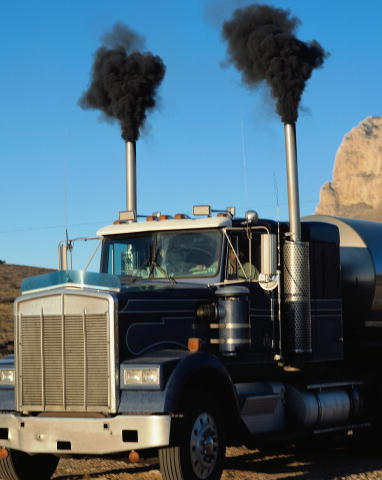
Выброс сажи из дизельного грузовика Kenworth W900

Са́жа — аморфный углерод, продукт неполного сгорания или термического разложения углеводородов в неконтролируемых условиях. Применяется в основном в шинной и резинотехнической промышленности (три четверти всего производства сажи). В больших количествах её используют для приготовления чёрной краски в полиграфической и лакокрасочной промышленности, в чёрной металлургии, электротехнической промышленности.
Термин «сажа» иногда неточно применяют для наименования углеродного продукта ― технического углерода, производимого в промышленных масштабах для наполнения резин и пластических масс.
Газовая сажа — название чёрной краски (особенно художественной) с пигментом «сажа». Чистая мелкодисперсная газовая сажа широко применяется в качестве пигмента для создания темперных красок, акварели, гуаши, чернил для пишущих ручек и т.д.

## Получение
По способу производства сажи делят на три группы: канальные, печные и термические.
1. Канальные (диффузионные) сажи получают при неполном сжигании природного газа или его смеси с маслом (например, антраценовым) в так называемых горелочных камерах, снабженных щелевыми горелками. Внутри камер расположены охладительные поверхности, на которых сажа осаждается из диффузионного пламени.
2. Печные сажи получают при неполном сжигании масла, природного газа или их смеси в факеле, создаваемом специальным устройством в реакторах (печах). Сажа в виде аэрозоля выносится из реактора продуктами сгорания, и улавливается специальными фильтрами.
3. Термические сажи получают в специальных реакторах при термическом разложении природного газа без доступа воздуха.

## Вред
Сажа входит в категорию частиц, опасных для лёгких, так как частицы менее пяти микрон в диаметре не отфильтровываются в верхних дыхательных путях. Дым от дизельных двигателей, содержащий много сажи, считается особенно опасным из-за того, что его выхлопные газы обладают канцерогенными свойствами, содержат ядовитые продукты пиролиза.